# Fabronia wageri
Fabronia wageri är en bladmossart som beskrevs av Hugh Neville Dixon 1916. Fabronia wageri ingår i släktet Fabronia och familjen Fabroniaceae. Inga underarter finns listade i Catalogue of Life.